# George Chuter
George Scala Chuter (Greenwich, 9 luglio 1976) è un ex rugbista internazionale per l'Inghilterra, attivo in carriera nel ruolo di tallonatore.

## Biografia
Chuter, nativo del noto sobborgo londinese di Greenwich, iniziò la pratica rugbistica a 12 anni, quando iniziò a frequentare le scuole medie a Croydon.
Tallonatore da sempre, il suo primo club fu l'Old Mid-Whitgiftians, in divisione londinese Under-18.
Nel 1995 arrivò la prima convocazione internazionale, nell'Inghilterra U-21 contro i pari età scozzesi e la chiamata dai Saracens per i quali firmò un contratto da professionista.
Nel 1998 fu selezionato per l'Inghilterra “A” impegnata contro analoga selezione francese e, in estate, Clive Woodward aggregò Chuter alla selezione maggiore che affrontò il noto tour infernale nell'Emisfero Sud, nel corso del quale il giocatore disputò un incontro non ufficiale che vide opposta l'Inghilterra alla New Zealand Academy.
Tra il 1999 e il 2000 Chuter si prese un anno sabbatico e viaggiò tra Stati Uniti e Australia, e alla fine del 2000 firmò per il Leicester, con il quale ha vinto tre titoli inglesi e due di campione d'Europa.
Nel 2006, contro l'Australia, giunse la prima partita ufficiale con la maglia della selezione maggiore inglese.
Il nuovo tecnico Brian Ashton convocò Chuter per la Coppa del Mondo di rugby 2007 in Francia, in cui dovette lottare per un posto di titolare con Mark Regan, e successivamente per il Sei Nazioni 2008, dei quali disputatò gli ultimi due incontri, che hanno visto l'Inghilterra opposta nell'ordine a Scozia e Irlanda; fino a tutto il 2010 è stato saltuariamente utilizzato anche dal nuovo C.T. Martin Johnson.

## Palmarès
- Premiership: 5
Leicester: 2000-01; 2001-02; 2006-07; 2008-09; 2009-10
- Coppe Anglo-Gallesi: 2
Saracens: 1997-98
Leicester: 2006-07
- Heineken Cup: 2
Leicester: 2000-01; 2001-02